# Peršaja Liha 2010
La Peršaja Liha 2010 è stata la 20ª edizione della seconda serie del campionato bielorusso di calcio. La stagione è iniziata il 17 aprile 2010 ed è terminata il 13 novembre successivo.

## Stagione

### Novità
Al termine della passata stagione, è salito in massima serie il Belšyna. È retrocesso in Druhaja liha lo Spartak Šchloŭ.
Dalla Vyšėjšaja Liha 2009 sono retrocessi Homel', Hranit Mikašėvičy e Smarhon'. Dalla Druhaja liha è salito il Rudzensk.

### Formula
Le sedici squadre si affrontano due volte, per un totale di trenta giornate.
La prima classificata viene promossa in Vyšėjšaja Liha 2011. La seconda, invece, disputa uno spareggio promozione-retrocessione con la penultima classificata della Vyšėjšaja Liha 2010. Le ultime due, infine, retrocedono in Druhaja liha.

## Classifica finale
|  | Pos. | Squadra            | Pt | G  | V  | N  | P  | GF | GS | DR  |
|  | ---- | ------------------ | -- | -- | -- | -- | -- | -- | -- | --- |
|  | 1.   | Homel'             | 82 | 30 | 27 | 1  | 2  | 80 | 16 | +64 |
|  | 2.   | SKVIČ Minsk        | 58 | 30 | 17 | 7  | 6  | 52 | 21 | +31 |
|  | 3.   | DSK-Homel'         | 58 | 30 | 17 | 7  | 6  | 52 | 26 | +26 |
|  | 4.   | Hranit Mikašėvičy  | 56 | 30 | 16 | 8  | 6  | 52 | 23 | +29 |
|  | 5.   | Rudzensk           | 43 | 30 | 12 | 7  | 11 | 37 | 39 | -2  |
|  | 6.   | Baranavičy         | 43 | 30 | 11 | 10 | 9  | 31 | 37 | -6  |
|  | 7.   | Polack             | 39 | 30 | 9  | 12 | 9  | 38 | 34 | +4  |
|  | 8.   | Chimik Svetlahorsk | 37 | 30 | 10 | 7  | 13 | 37 | 44 | -7  |
|  | 9.   | Slavija-Mazyr      | 37 | 30 | 10 | 7  | 13 | 33 | 44 | -11 |
|  | 10.  | Chvalja Pinsk      | 35 | 30 | 11 | 2  | 17 | 31 | 48 | -17 |
|  | 11.  | Veras Njasviž      | 35 | 30 | 9  | 8  | 13 | 31 | 39 | -8  |
|  | 12.  | Smarhon'           | 32 | 30 | 8  | 8  | 14 | 33 | 43 | -10 |
|  | 13.  | Belkard Hrodna     | 30 | 30 | 8  | 6  | 16 | 25 | 40 | -15 |
|  | 14.  | Vedryč-97 Rėčyca   | 30 | 30 | 8  | 6  | 16 | 29 | 46 | -17 |
|  | 15.  | Kamunal'nik Slonim | 28 | 30 | 5  | 13 | 12 | 23 | 48 | -25 |
|  | 16.  | Lida               | 19 | 30 | 4  | 7  | 19 | 23 | 59 | -36 |

Legenda:
      Promossa in Vyšėjšaja Liha 2011.
   Ammesso allo spareggio promozione-retrocessione.
      Retrocessa nelle Druhaja Liha 2011
Note:
Tre punti a vittoria, uno a pareggio, zero a sconfitta.

## Spareggio promozione-retrocessione
|                 | Risultati |                 | Luogo e data              |
| --------------- | --------- | --------------- | ------------------------- |
| SKVIČ Minsk     | 1 - 3     | Tarpeda Žodzina | Minsk, 25 novembre 2010   |
| Tarpeda Žodzina | 0 - 0     | SKVIČ Minsk     | Žodzina, 28 novembre 2010 |
|                 |           |                 |                           |